# Douzens
Douzens é uma comuna francesa na região administrativa de Occitânia, no departamento de Aude. Estende-se por uma área de 14,91 km². Em 2010 a comuna tinha 753 habitantes (densidade: 50,5 hab./km²).